# Студенець (гора)
Студене́ць (Студінець) — гора висотою 1600 м, що входить в масив Грофи-Попаді (Західні Горгани) та знаходиться на території Рожнятівського району Івано-Франківської області.

## Загальна інформація
Гора завершує «півколо» гірської системи Кінь-Грофецький — Грофа — Паренки — Попадя — Коретвина — Петрос Горганський — Студенець. Вершина гори повністю покрита альпійською сосною. Схили гори стрімкі, тільки пологий південно-західний спуск утворює перемичку, що з'єднує вершину з Петросом Горганським. Тут же знаходяться залишки старого траверсу хребта, однак загалом ця ділянка не має стежки для пересування. Найближча маркована стежка пролягає за 400 м на захід від вершини Петроса та спускається іншим відрогом хребта (червоне маркування) в долину річки Петрос в місці впадіння в неї потоків Згонилів та Студенець.